# لوزیا ابنوتر
لوزیا ابنوتر (انگلیسی: Luzia Ebnöther؛ زادهٔ ۱۹ اکتبر ۱۹۷۱) ورزشکار کرلینگ اهل سوئیس است.
وی در مسابقات کشوری و بین‌المللی در مجموع برندهٔ ۱ مدال نقره شده‌است.